# Чанджон (станция метро)
«Чанджон» (кор. 장전) — эстакадная станция Пусанского метро на Первой линии.
Она представлена двумя боковыми платформами. Станция обслуживается Пусанской транспортной корпорацией. Расположена в квартале Чанджон-дон административного района Кымджон-гу города-метрополии Пусан (Республика Корея). На станции установлены платформенные раздвижные двери.
Станция была открыта 19 июля 1985 года.
Рядом с станцией расположены:
- Почта квартала Пугок 3(сам)-дон
- Пусанский католический университет
- Гипермаркет «Lotte Mart» в Кымджоне
- Политический участок Чанджон-1
- Начальная школа Чанджон
- Католический собор Кымджон